# Виктор Хутев
Виктор Хутев е български имигрант и духовен водач в САЩ от началото на XX век.

## Биография
Хутев е отлъчен от църквата на адвентистите от седмия ден в САЩ и основава религиозната общност, известна като „Клонка Давидова“, през 1934 г.
Печели пари от бизнес в Калифорния и се заема с изучаването на Библията. Купува парче земя край Уейко, Тексас и се нанася там заедно с последователите си, които не приемат адвентиската доктрина. В парцела са построени магазин и теологическо училище. Виктор Хутев нарича имението „Планината Кармел“. Американските му последователи вярват, че в Хутев се е въплътил пророк Илия, който е слязъл от Небесното царство, за да провъзгласи второто пришествие.
В общността в „Планината Кармел“ вярват, че когато настъпи съдбовният час, ще се върнат в Палестина, за да приветстват Спасителя. Жителите на „Планината Кармел“ утвърждават серия от правила за самоуправление, които де факто превръщат лидера на общността в самодържец и го обожествяват като жив пророк.

## Последователи
След смъртта на Виктор Хутев през 1955 г. на Планината Кармел избухва борба за власт. Печели я първоначално Бенджамин Роудън, а Дейвид Кореш става неин лидер през 1987 г.